# Мухаркин, Дмитрий Петрович
Дмитрий Петрович Мухаркин (1898-1986) - советский хозяйственный и политический деятель. 

## Биография
Родился в 1898 году в Нязепетровске. Член ВКП(б).
С 1916 года - на хозяйственной и политической работе. В 1916-1964 гг. — рабочий на строительстве железнодорожной линии Казань-Екатеринбург, кочегар паровоза на Западно-Уральской железной дороге, участник Гражданской войны, нагрёбщик руды, подручный горнового, горновой в доменном цехе, старший горновой доменного цеха, мастер доменного цеха, начальник смены, начальник участка ОТК Надеждинского/Серовского металлургического завода.
В 1941 году, работая мастером доменного цеха, вместе со своей бригадой впервые осуществил выплавку феррохрома в доменной печи.
Избирался депутатом Верховного Совета РСФСР 2-го, 3-го, 4-го созывов.
Почётный гражданин города Серова (1979).
Автор автобиографической книги «Жизнь у огня», вышедшей в Средне-Уральском книжном издательстве в 1969 году.
Умер в 1986 году.